# Озеранська сільська рада (Житковицький район)
Озера́нська сільська́ ра́да (біл. Азяранскі сельсавет) — сільська рада Житковицького району, Гомельська область, Республіка Білорусь. Адміністративний центр — агромістечко Озерани.

## Історія
11 січня 2023 року Озеранська і Переровська сільради Житковицького району Гомельської області об'єднані в одну адміністративно-територіальну одиницю — Озеранська сільська рада із включенням до її складу територій Переровської сільради.

## Склад
Озеранська сільрада включає 13 населених пунктів:
- Бечанська Буда — село
- Бечі — село
- Знам'янка — село
- Кремне — село
- Озерани - агромістечко
- Перерев — село
- Перерівський Млинок — село
- Погост — село
- Хвоєнськ — село
- Хвоєнськ — селище
- Хлупін — село
- Хлупинська Буда — село
- Черничі — село